# Elena Andreicheva
Elena Andreicheva (in ucraino Олена Андрейчева?; Kiev, ...) è una regista e produttrice cinematografica ucraina naturalizzata britannica Ha vinto un Oscar nel 2020 per la produzione di Learning to Skateboard in a Warzone (If You're a Girl).

## Biografia
Nel 1995 si trasferisce a Londra, inizialmente per studiare fisica e successivamente giornalismo scientifico. Dal 2006 inizia a lavorare nel campo della produzione di documentari e film per la televisione, in collaborazione con varie case di produzione cinematografica nel Regno Unito.
Nel 2016 dirige il cortometraggio Polish Go Home, che è stato proiettato, tra gli altri, all'Aesthetica Short Film Festival, al London Short Film Festival e al Polish International Film Festival.
Nel 2019 produce il film documentario Learning to Skateboard in a Warzone (If You're a Girl), per il quale lei e Carol Dysinger vincono l'Oscar al miglior cortometraggio documentario alla 92ª edizione dei Premi Oscar.

## Filmografia

### Regista
- Polish Go Home (2016)
- Learning to Skateboard in a Warzone (If You're a Girl) (2019), codiretto con Carol Dysinger

## Riconoscimenti
BAFTA
- 2020 - Miglior cortometraggio per Learning to Skateboard in a Warzone (If You're a Girl)

Oscar
- 2020 - Miglior cortometraggio documentario per Learning to Skateboard in a Warzone (If You're a Girl)